# Jacques Denis Choisy

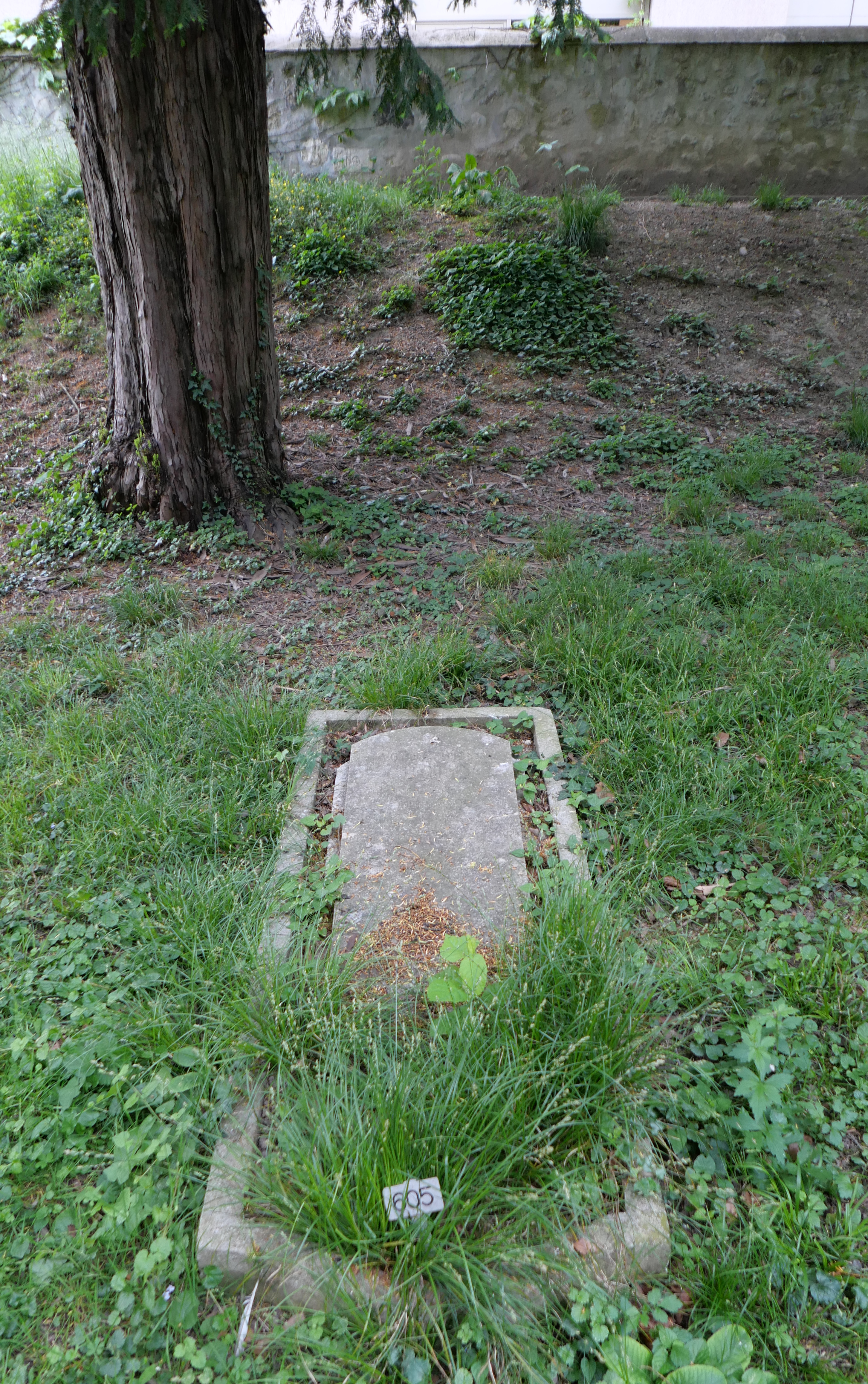
Tumba de Jaques Denis en el cementerio Des Rois de Ginebra

Jacques Denis Choisy, también conocido como Jacques Denys Choisy o Jacques-Denis Choisy (Jussy, 5 de abril de 1799-Ginebra, 26 de noviembre de 1859) fue un profesor de filosofía, micólogo y botánico suizo.
Enseñaba Filosofía en Ginebra, fue Pastor de la Iglesia de Ginebra, y presidente de la Biblioteca Histórica y Científica.

## Algunas publicaciones
- Prodromus d'une monographie de la famille des hypéricinées, 9 eds. de 1821 a 1983

- Descriptions des Hydroléacées, 1830

- Convolvulaceae orientales, 1834

- Mémoire sur les familles des Ternstroemiacées et Camelliacées, 1854[2]

## Honores

### Eponimia
Género
- Choisya Kunth 1823 le fue dado en su honor.
- La abreviatura «Choisy» se emplea para indicar a Jacques Denis Choisy como autoridad en la descripción y clasificación científica de los vegetales.[3]